# Homer Hickam

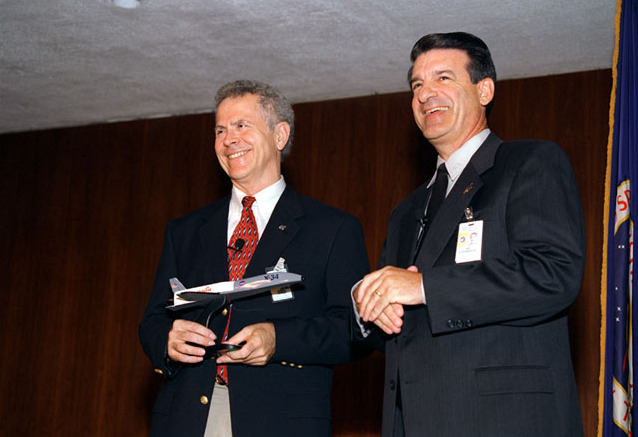
Homer Hickam (izquierda) durante una conferencia en 1999

Homer Hadley Hickam, Jr. (19 de febrero de 1943) es un autor estadounidense, veterano de la guerra de Vietnam y ex ingeniero de la NASA que entrenó a los primeros astronautas japoneses. Su libro de memorias de 1998 Rocket Boys (también publicado como October Sky) fue un best seller del New York Times y fue la base de la película de 1999 Cielo de octubre. El cuerpo de trabajo escrito de Hickam también incluye varias memorias y novelas más vendidas adicionales, incluidas las novelas de ficción histórica Josh Thurlow y su éxito de ventas Carrying Albert Home 2015: La historia algo verdadera de un hombre, su esposa y su cocodrilo. Sus libros han sido traducidos a varios idiomas.

## Biografía
Homer Hadley Hickam, Jr., nació en el pueblo minero de Coalwood, en Virginia Occidental en 1943, en el seno de una esforzada familia dedicada a la extracción de carbón mineral. Homer fue el segundo hijo de Homer Hickam Sr., un superintendente de la mina de Coalwood.
Mientras cursaba la preparatoria en Big Creek en 1958, su maestra Frieda Riley lo motivó a presentarse a la Exposición de Ciencias en Indianápolis con un proyecto de cohetes, a pesar de la oposición de su padre quien esperaba que su hijo lo sucediera en su cargo de minero. Junto a un grupo de amigos (Quentin Wilson, Roy Lee Cooke, Jimmy "O'Dell" Carroll, Willie "Billy" Rose y Sherman Siers), lograron desarrollar un cohete y presentarlo en la Feria Nacional de Ciencias de 1960, logrando un reconocimiento y un galardón de oro y plata; y una beca para estudiar en el Instituto Politécnico y Universidad Estatal de Virginia (Virginia Tech), titulándose como ingeniero Industrial para posteriormente licenciarse en Ciencias de la Ingeniería aeroespacial.

Siendo aficionado al buceo, en 1984 realizó un acto heroico al rescatar a pasajeros que se hundían en una embarcación en el río Tennessee. También se hizo aficionado a la paleontología cooperando en la búsqueda de restos de un Tyrannosaurus rex.
Se retiró en 1998 del cargo de Director de Carga Útil del Programa de Estación Espacial Internacional.
Ya jubilado, se dedicó a escribir publicando con la ayuda de su esposa Linda Terry una serie de libros relacionados con su vida personal de modo motivacional y sus experiencias de vida  en la minería del carbón, la guerra,  la ciencia del espacio y la ciencia ficción con la que ha obtenido buena acogida en el mercado estadounidense.
Actualmente reside alternadamente entre su hogar en Alabama y las Islas Vírgenes.

## Carrera

### Servicio militar (1964–70)
Hickam sirvió como primer teniente en la 4.ª División de Infantería del Ejército de EE. UU. De 1967 a 1968 durante la Guerra de Vietnam. Fue galardonado con la Medalla de Elogio del Ejército y una Medalla de Estrella de Bronce. En total, Hickam cumplió seis años de servicio activo y fue despedido honorablemente en el rango de capitán en 1970.

### USAAMC y NASA (1971–98)
Después de su separación del servicio, Hickam trabajó como ingeniero para el Comando de Aviación y Misiles del Ejército de los Estados Unidos de 1971 a 1978, asignado a Huntsville. Entre 1978 y 1981, fue ingeniero para el 7.º Comando de Entrenamiento del Ejército en Alemania.
En 1981, Hickam fue contratado como ingeniero aeroespacial por la NASA (Administración Nacional de Aeronáutica y del Espacio) en el Marshall Space Flight Center, que se encuentra en el Redstone Arsenal cerca de Huntsville, Alabama. Durante su carrera en la NASA, Hickam trabajó en diseño de naves espaciales y entrenamiento de tripulaciones. Sus especialidades en la NASA incluyeron el entrenamiento de astronautas en lo que respecta a las cargas útiles científicas y las actividades extravehiculares (EVA). Además, Hickam entrenó a tripulaciones de astronautas para numerosas misiones de Spacelab y Space Shuttle, incluida la misión de despliegue del telescopio espacial Hubble, las dos primeras misiones de reparación de Hubble, Spacelab-J (con los primeros astronautas japoneses) y la misión de reparación Solar Max. Antes de su retiro de la NASA en 1998, Hickam era el Gerente de Capacitación de Carga para el Programa de la Estación Espacial Internacional.

### Otras actividades
En mayo de 2013, Hickam se opuso a una política de tolerancia cero en Bartow High School que resultó en la expulsión de un estudiante cuyo experimento científico había causado una pequeña explosión.
En febrero de 2018, Hickam fue designado por el vicepresidente Mike Pence para servir como miembro del Grupo Asesor de Usuarios del Consejo Espacial Nacional, que había sido restablecido por el presidente Donald Trump en junio de 2017.

## Obras
- Rocket´s Boy-A Memoir (autobiográfico)
- Cazador de Dinosaurios.
- Casco Rojo.
- Mi sueño de estrellas.
- Torpedo Junction.
- Nosotros no teníamos que temer.
- Regreso a la Luna.
- The Coalwood way.
- Paco: El gato que maullaba en el espacio.
- Cráter.
- Cielo de Piedra.
- Los lugares más lejanos.
- El hijo del Embajador.
- El Hijo del mantenedor.

## Representaciones
Su juventud en Coalwood fue representada en el filme autobiográfico Cielo de octubre con Jake Gyllenhaal como Homer Hickam, Jr. en 1999.